# Christoph Dietrich Müller
Christoph Dietrich Müller (* 1944 in Glarus) ist ein Schweizer evangelischer Theologe und emeritierter Hochschullehrer.

## Leben
Nach dem Studium der evangelischen Theologie in Bern und Zürich, der Promotion 1975 zum Dr. theol. (NT) und der Habilitation 1988 (Praktische Theologie) war er von 1978 bis 1988 Pfarrer in Thun. Von 1988 bis 1995 war er Professor für Praktische Theologie an der Universität Basel. Seit 1995 war er Professor für Praktische Theologie an der  Theologischen Fakultät der Universität Bern (Institut für Praktische Theologie, Lehrstuhl für Homiletik, Liturgik und Kommunikationswissenschaften).
Seine Forschungsschwerpunkte sind Bibel-Hermeneutik elementar, plural, problemorientiert, Kasualien, insbesondere: Religiöse Rituale in Familien am Beispiel der Taufe und empirische Untersuchungen.

## Schriften (Auswahl)
- Die Erfahrung der Wirklichkeit. Hermeneutisch-exegetische Versuche mit besonderer Berücksichtigung alttestamentlicher und paulinischer Theologie. Gütersloh 1978, ISBN 3-579-04020-0.
- Taufe als Lebensperspektive. Empirisch-theologische Erkundungen eines Schlüsselritual. Stuttgart 2010, ISBN 978-3-17-020970-1.